# Sportlövészet az 1980. évi nyári olimpiai játékokon
Az 1980. évi nyári olimpiai játékokon a sportlövészetben hét versenyszámban avattak bajnokot.

## Éremtáblázat
(A rendező ország csapata és a magyar érmesek eltérő háttérszínnel, az egyes számoszlopok legmagasabb értéke, vagy értékei vastagítással kiemelve.)
| Az 1980. évi nyári olimpiai játékok éremtáblázata sportlövészetben | Az 1980. évi nyári olimpiai játékok éremtáblázata sportlövészetben | Az 1980. évi nyári olimpiai játékok éremtáblázata sportlövészetben | Az 1980. évi nyári olimpiai játékok éremtáblázata sportlövészetben | Az 1980. évi nyári olimpiai játékok éremtáblázata sportlövészetben | Olimpia  |
| ------------------------------------------------------------------ | ------------------------------------------------------------------ | ------------------------------------------------------------------ | ------------------------------------------------------------------ | ------------------------------------------------------------------ | -------- |
|                                                                    | Ország                                                             | Arany                                                              | Ezüst                                                              | Bronz                                                              | Összesen |
| 1.                                                                 | Szovjetunió (URS)                                                  | 3                                                                  | 1                                                                  | 1                                                                  | 5        |
| 2.                                                                 | Dánia (DEN)                                                        | 1                                                                  | 0                                                                  | 0                                                                  | 1        |
| 2.                                                                 | Magyarország (HUN)                                                 | 1                                                                  | 0                                                                  | 0                                                                  | 1        |
| 2.                                                                 | Olaszország (ITA)                                                  | 1                                                                  | 0                                                                  | 0                                                                  | 1        |
| 2.                                                                 | Románia (ROU)                                                      | 1                                                                  | 0                                                                  | 0                                                                  | 1        |
|                                                                    |                                                                    |                                                                    |                                                                    |                                                                    |          |
| 6.                                                                 | NDK (GDR)                                                          | 0                                                                  | 5                                                                  | 1                                                                  | 6        |
| 7.                                                                 | Svédország (SWE)                                                   | 0                                                                  | 1                                                                  | 1                                                                  | 2        |
|                                                                    |                                                                    |                                                                    |                                                                    |                                                                    |          |
| 8.                                                                 | Bulgária (BUL)                                                     | 0                                                                  | 0                                                                  | 2                                                                  | 2        |
| 9.                                                                 | Ausztria (AUT)                                                     | 0                                                                  | 0                                                                  | 1                                                                  | 1        |
| 9.                                                                 | Kuba (CUB)                                                         | 0                                                                  | 0                                                                  | 1                                                                  | 1        |
|                                                                    |                                                                    |                                                                    |                                                                    |                                                                    |          |
| Összesen                                                           | Összesen                                                           | 7                                                                  | 7                                                                  | 7                                                                  | 21       |

## Érmesek
| Az 1980. évi nyári olimpiai játékok érmesei sportlövészetben |                                                     |                                              |                                            |
| Versenyszám                                                  | Arany                                               | Ezüst                                        | Bronz                                      |
| Gyorstüzelő pisztoly 25 m                                    | Corneliu Ion · Románia (ROU) · 596                  | Jürgen Wiefel · NDK (GDR) · 596              | Gerhard Petritsch · Ausztria (AUT) · 596   |
| Sportpisztoly 50 m                                           | Alekszandr Melentyjev · Szovjetunió (URS) · 581 VCS | Harald Vollmar · NDK (GDR) · 568             | Ljubcso Gyakov · Bulgária (BUL) · 565      |
| Kisöbű puska fekvö 50 m                                      | Varga Károly · Magyarország (HUN) · 599             | Hellfried Heilfort · NDK (GDR) · 599         | Petar Zaprjanov · Bulgária (BUL) · 598     |
| Kisöbű puska összetett                                       | Viktor Vlaszov · Szovjetunió (URS) · 1173 VCS       | Bernd Hartstein · NDK (GDR) · 1166           | Sven Johansson · Svédország (SWE) · 1165   |
| Futóvad                                                      | Igor Szokolov · Szovjetunió (URS) · 589 VCS         | Tomas Pfeffer · NDK (GDR) · 589 VCS          | Alekszandr Gazov · Szovjetunió (URS) · 587 |
| Trap                                                         | Luciano Giovanetti · Olaszország (ITA) · 198        | Rusztan Jambulatov · Szovjetunió (URS) · 196 | Jörg Damme · NDK (GDR) · 196               |
| Skeet                                                        | Kjeld Rasmussen · Dánia (DEN) · 196                 | Lars-Göran Carlsson · Svédország (SWE) · 196 | Roberto Castrillo · Kuba (CUB) · 196       |

## Magyar részvétel
- Varga Károly aranyérem Kisöbű puska fekvő 599
- Doleschall András 4. hely Futóvad lövés 584
- Bodnár Tibor 5. hely Futóvad lövés 584